# 多瑙豪勞斯蒂
多瑙豪勞斯蒂（匈牙利語：Dunaharaszti）是匈牙利的城鎮，位於該國中部，由佩斯州負責管轄，面積29.17平方公里，該地區自青銅時代已有人類居住，2010年人口20,112，其中超過一半居民信奉天主教。

## 外部連結
- Street map （匈牙利文）